# Biệt đội chuột lang
Biệt đội chuột lang (tiếng Anh: G-Force) là một bộ phim hài phiêu lưu dành cho trẻ em do hãng Walt Disney Pictures và Jerry Bruckheimer Films sản xuất. Do Cormac Wibberley và Marianne Wibberley viết kịch bản cùng Hoyt Yeatman đạo diễn, đây là phim đầu tay của đạo diễn Hoyt Yeatman, người từng làm việc trong khu vực hiệu ứng hình ảnh. Phim được công chiếu tại Hoa Kỳ ngày 24 tháng 6 năm 2009. Đây còn là phim 3D đầu tiên của Jerry Bruckheimer. Phim có sự góp mặt của Zach Galifianakis, Bill Nighy, và Will Arnett cùng giọng lồng tiếng của Sam Rockwell, Tracy Morgan, Penélope Cruz,Nicolas Cage, Steve Buscemi và Jon Favreau. Phim nhận nhiều đánh giá tiêu cực về phần nội dung và phát triển nhân vật, nhưng được khen ngợi về khoản hành động, thu về 292.8 triệu $ so với kinh phí 150 triệu $. Phim khởi chiếu tại Việt Nam ngày 18 tháng 9 năm 2009.